# Upington
Upington – miasto, zamieszkane przez 57 220 ludzi (2011), w Republice Południowej Afryki, w Prowincji Przylądkowej Północnej.
Upington jest głównym gospodarczym, rolniczym i edukacyjno-kulturalnym centrum północno-zachodniej części Republiki Południowej Afryki.

## Historia

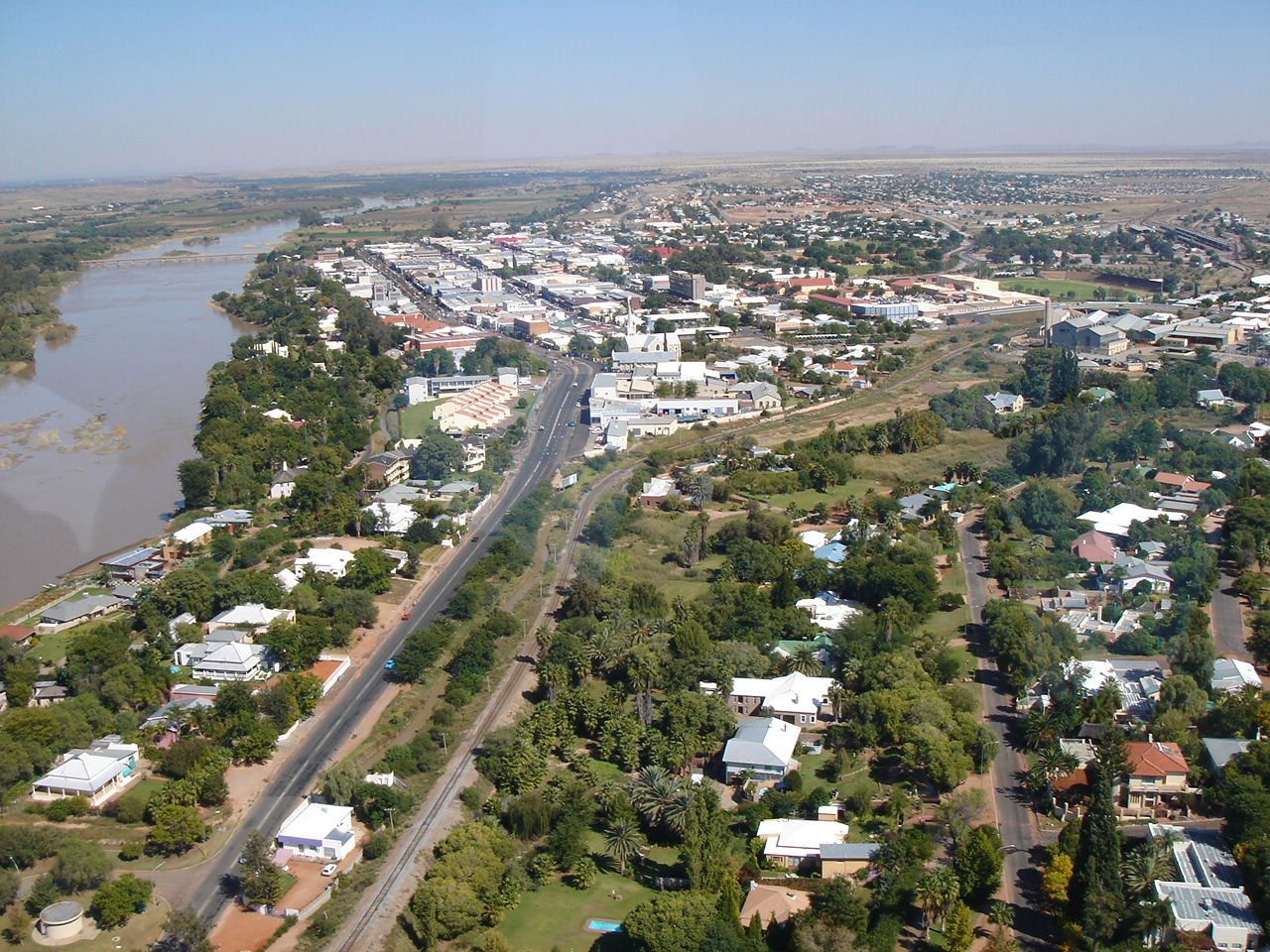
Widok z powietrza

Nazwę nadano miastu na cześć sir Thomasa Upingtona, gubernatora Kolonii Przylądkowej. Zostało założone jako stacja misyjna w roku 1873.

## Geografia
Miasto jest położone w żyznej dolinie, nad brzegami rzeki Oranje, na pograniczu pustyni Kalahari. Jednym z ważniejszych źródeł dochodów dla mieszkańców miasta jest turystyka.

### Klimat
| Miesiąc                              | Sty | Lut | Mar | Kwi | Maj | Cze | Lip | Sie | Wrz | Paź | Lis | Gru | Roczna |
| ------------------------------------ | --- | --- | --- | --- | --- | --- | --- | --- | --- | --- | --- | --- | ------ |
| Rekordy maksymalnej temperatury [°C] | 46  | 42  | 41  | 38  | 34  | 29  | 29  | 33  | 39  | 40  | 41  | 43  | 46     |
| Średnie temperatury w dzień [°C]     | 36  | 34  | 32  | 28  | 24  | 21  | 21  | 23  | 27  | 30  | 33  | 35  | 29     |
| Średnie temperatury w nocy [°C]      | 20  | 20  | 18  | 13  | 8   | 5   | 4   | 6   | 9   | 13  | 16  | 19  | 13     |
| Rekordy minimalnej temperatury [°C]  | 10  | 9   | 5   | 2   | -2  | -5  | -6  | -7  | -2  | 2   | 5   | 6   | −7     |
| Opady [mm]                           | 24  | 35  | 37  | 26  | 10  | 4   | 2   | 4   | 4   | 9   | 17  | 17  | 189    |
| Źródło:                              |     |     |     |     |     |     |     |     |     |     |     |     |        |